# Anthia burchelli
Anthia burchelli es una especie de escarabajo del género Anthia, familia Carabidae. Fue descrita científicamente por Hope en 1832.

## Distribución geográfica
Habita en República Democrática del Congo, Tanzania, Zambia, Malaui, Mozambique, Zimbabue, Botsuana y Sudáfrica.